# Peter Walker (baron Walker de Worcester)
Pour les articles homonymes, voir Peter Walker et Walker.
Peter Edward Walker, baron Walker de Worcester, (25 mars 1932 - 23 juin 2010) est un homme politique conservateur britannique qui siège au Cabinet sous Edward Heath et Margaret Thatcher. Il est député de Worcester de 1961 à 1992 et est nommé pair à vie en 1992.
Walker est devenu le plus jeune président national des Jeunes Conservateurs en 1958. Il est l'un des fondateurs du Tory Reform Group et est président du Carlton Club.

## Biographie
Walker fait ses études à la Latymer Upper School de Londres. Il n'est pas allé au collège ou à l'université.
Il gravit les échelons de l'aile jeunesse du Parti conservateur, les Jeunes conservateurs. Il est président de branche à l'âge de 14 ans, puis président national. Il se présente au siège parlementaire de Dartford aux élections générales de 1955 et 1959, battu à chaque fois par Sydney Irving du Labour.
Il est nommé membre de l'Ordre de l'Empire britannique dans les honneurs d'anniversaire de 1960 pour les services politiques. Quatre ans après son élection au Parlement lors d'une élection partielle en 1961, il entre au Cabinet fantôme. Il entre dans le gouvernement du Premier ministre Edward Heath comme ministre du Logement et des Gouvernements locaux (1970), secrétaire d'État à l'Environnement (1970-1972), première personne au monde à occuper un tel poste, et secrétaire d'État au Commerce et à la Industrie (1972–74). De fin 1974 à février 1975, il est secrétaire de la Défense fantôme. Lorsque Margaret Thatcher est devenue chef du parti, Walker ne fait pas partie de son cabinet fantôme. Mais lorsque le parti revient au pouvoir en 1979, il est retourné au Cabinet en tant que ministre de l'Agriculture, des Pêcheries et de l'Alimentation, en 1979. Il est ensuite secrétaire d'État à l'Énergie (1983-1987). Pendant son séjour au Département de l'énergie, il joue un rôle important dans l'opposition du gouvernement à la grève des mineurs de 1984-1985.
Walker est secrétaire d'État pour le Pays de Galles entre 1987 et 1990. Bien que ce soit un poste subalterne du Cabinet, Walker affirme qu'il lui donnait plus d'influence en donnant accès aux principaux comités économiques. Il s'est retiré du Cabinet peu de temps avant que Thatcher elle-même ne soit évincée en 1990. Bien qu'il ait été auparavant un proche allié de Heath et est généralement considéré comme étant à la gauche du parti, il est néanmoins l'un des membres du Cabinet les plus anciens du gouvernement Thatcher. En octobre 1985, cependant, il dénonce la réticence de Thatcher à injecter de l'argent dans l'économie afin de réduire le chômage de masse, parlant de ses craintes qu'elle ne perde les prochaines élections générales si le chômage ne baissait pas. Cependant, les conservateurs sont réélus en 1987, date à laquelle le chômage a diminué.
Comme indiqué ci-dessus, la nomination de Walker en tant que secrétaire d'État à l'Environnement en 1970 est une première et une source d'intérêt considérable lors de la Conférence de Stockholm de 1972. La création du ministère de l'Environnement est venue en réponse aux préoccupations environnementales croissantes des années 1960 (notamment la marée noire de Torrey Canyon en 1967), et l'une des préoccupations immédiates de Walker est de nettoyer les voies navigables du pays. Les mesures mises en place ont eu des résultats substantiels pour la vie fluviale. Par exemple, la Tamise a été déclarée biologiquement morte en 1957, mais aujourd'hui de nombreuses espèces de poissons prospèrent dans la rivière, notamment le saumon sauvage et la truite.
Walker est un partisan déterminé du mouvement des hospices, devenant un mécène de l'hospice St Richard à Worcester lors de sa fondation en 1984. Il fait campagne avec détermination pour un plus grand soutien du NHS à St Richard's et au mouvement des hospices au sens large, qui est composé en grande partie de bénévoles dévoués. Lors d'un débat à la Chambre des Lords en 2000, Lord Walker déclare: "Quiconque visite les hospices et rencontre les bénévoles - les personnes qui les dirigent et les guident - reconnaîtra leur contribution spirituelle et compatissante unique au service de santé." 
À sa retraite du Parlement, le 8 juillet 1992, il est nommé pair à vie en tant que baron Walker de Worcester, d'Abbots Morton dans le comté de Hereford et Worcester.
Au cours des années 1960, il est associé junior de Slater Walker, un gestionnaire d'actifs utilisé par Jim Slater pour générer d'immenses bénéfices papier jusqu'en 1973. Une tentative inopportune de prendre le contrôle de Hill Samuel entraîne la perte de confiance de la city en Slater Walker et Jim Slater est devenu pendant un certain temps «moins millionnaire». La carrière politique de Peter Walker n'en a pas trop souffert et après sa retraite de la politique, il est devenu président de Kleinwort Benson.
Il est également président d'Allianz Insurance plc, vice-président de Dresdner Kleinwort et administrateur non exécutif d'ITM Power plc.
Walker et sa femme ont cinq enfants. Son fils Robin Walker est élu député de la circonscription de Worcester lors des élections générales de 2010.
Il est décédé à l'hospice St Richard le 23 juin 2010, après avoir souffert d'un cancer,.